# مو دلو
مو دلو یک ستاره است که در صورت فلکی دلو قرار دارد.